# Pjotr Ivanovič Beketov
Pjotr Ivanovič Beketov (rusky Пётр Иванович Бекетов; (před 1600 – 1656/1661) byl ruský sibiřský kozák. Významný je především jako objevitel, působící na východní Sibiři a Dálném východě. V této oblasti založil několik pevností, ostrohů, z nichž později vznikla významná města Jakutsk a Něrčinsk.

## Život

### V Jenisejsku

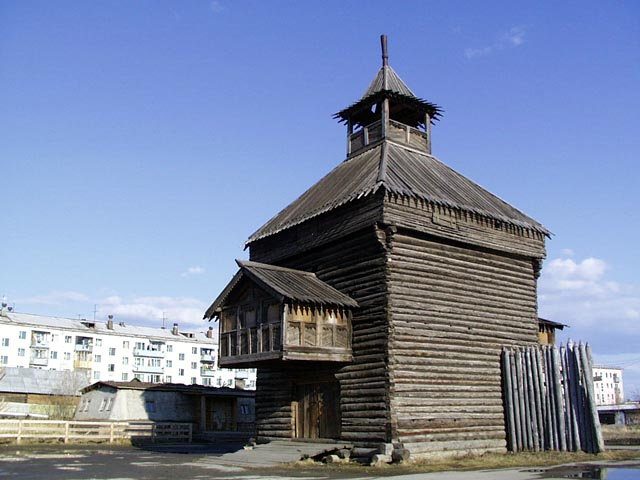
Věž Jakutského ostrohu, předchůdce dnešního města Jakutsk

Předkové Beketova sloužili jako děti bojarské, sídlili ve Tveru a Arzamasu. Beketov se narodil zřejmě před rokem 1600, nebo kolem roku 1600. O jeho dětství a mládí není nic známo, sloužit na Sibiři začal kolem roku 1624 v Tobolsku nebo Jenisejsku. Byl gramotný a vzdělaný, znal jazyky sibiřských národů. Koncem roku 1626, když žádal o jmenování setníkem střelců v Jenisejsku. Místo bylo volné od podzimu 1625, kdy v Obu utonul dosavadní setník. Moskevské úřady Beketovově žádosti vyhověly a roku 1627 převzal úřad v Jenisejsku, tehdy centru dalšího ruského postupu na východ, ve kterém v lednu 1628 pod vojevodou Vasilijem Argamakovem sloužil setník Beketov, jeho zástupce ataman Maxim Perfiljev a 105 střelců (resp. kozáků). Vzhledem k postupu Rusů na východ vzrostla posádka Jenisejska v následujících třech letech na trojnásobek.
Na jaře 1628 se Beketov s 30 kozáky a 60 lovci vypravil na dolní Angaru, s příkazem zavést pořádek – ne silou, nýbrž přesvědčováním a mírností – mezi tamní Evenky, kteří opakovaně útočili na ruské lovce sobolů a předešlého roku zaútočili i na oddíl Perfiljeva vracející se z řeky Ilimu. Úkolu se zhostil s úspěchem, na Angaře postavil Rybinskou pevnůstku a do Jenisejska dopravil rukojmí z „lepších lidí“ místních evenckých náčelníků. Na podzim 1628 vyrazil s 19 kozáky na Angaru znova, došel k ústí řeky Udy a na řeku Oku, přičemž se jeho skupina jako první z ruských oddílů setkala s Burjaty. Cestou vybíral od Evenků a Burjatů jasak, v létě 1629 se vrátil do Jenisejska s 689 sobolími kožežinami.

### V Jakutsku
Mezitím jiné oddíly jenisejské posádky pronikly na Ilim a horní Lenu. V květnu 1631 byl na rok vyslán na Lenu Beketov s 30 lidmi (včetně několika Evenků)). Na horním toku Leny se dostal do konfliktu s tamními Burjaty, kteří vybírali jasak od místních Evenků a odmítli se podřídit Rusům. Nakonec Burjati přišli do ruského tábora jakoby s kožežinami, ve skutečnosti ozbrojeni skrytými šavlemi, a ve dvojnásobné přesile zaútočili na Rusy. Ti se ubránili za cenu dvou mrtvých a jednoho raněného. Burjati poté odkočovali k Bajkalu a místní Evenkové začali platit jasak Rusům. Beketov poté podnikl pochod k Burjatům proti proudu Leny, u ústí řeky Tutury postavil malý ostroh a nechal v něm deset kozáků vybírat jasak v okolí. Na jaře 1632 dostal Beketov posilu 14 kozáků a rozkaz postoupit na východ po proudu Leny. V srpnu 1632 doplul až na střední tok řeky, do země Jakutů. Ti byli rozdrobení do mnoha malých kmenových skupin jednajících samostatně. Odmítali se podřídit Rusům dobrovolně, Beketov se svými kozáky si je proto podroboval silou. Během srpna–listopadu 1632 si podřídil několik jakutských náčelnictví a současně vyslal dva oddíly na dolní Lenu k tamním Evenkům. Také v září–říjnu 1632 Rusové postavili Lenský ostroh, předchůdce Jakutska (ostroh stál 70 km níže na pravém břehu Leny). Přelom ve vztazích Rusů a Jakutů nastal s mimořádně krvavým bojem s djupsinskými Jakuty – během dobývání jedné z jejich pevnůstek zahynulo 20 Jakutů a když Rusové jejich další opevněná sídla z prvního útoku, zapálili je, přičemž zahynulo 87 Jakutů. Další jakutští náčelníci poté sami přijížděli k Rusům a přísahali věrnost ruskému carovi, jen aby Rusové zachovali mír a neválčili. Celkem Beketov přivedl pod ruskou vládu 31 jakutských náčelníků stojících v čele 17 ulusů (kmenových skupin). Kromě jasaku od Jakutů a Evenků vybíral i desátek z kožešin sobolů ulovených ruskými lovci a kozáky a vybral i 96 sobolů jako poplatky za řešení sporů mezi Rusy. V červnu 1633 předal lenský ostroh svému následníkovi, Pjotru Chodyrevovi a během tří měsíců se vrátil do Jenisejska, s celkem 2471 sobolími kožešinami a 25 sobolími plášti.
V letech 1635–1636 na horní Leně postavil Oljokminský ostroh a vybíral jasak v povodí horní Leny. Po pobytu v Jenisejsku byl v letech 1638–1639 opět poslán spravovat Lenský ostroh, již bez hodnosti setníka. V lenském ostrohu zastihl svého předchůdce Ivana Galkina v obtížné situaci, když jeden z náčelníků Jakutů, Kiriněj (který patřil mezi náčelníky zpoplatněné roku 1632), začal napadat Rusy i Rusům věrné Jakuty a útočil i na ruskou pevnost. Galkin a Beketov spojili své síly a porazili Kireneje, přičemž ukořistili 500 krav a 300 koní. Za rok v Lenském ostrohu Beketov vybral 2250 soboů a 456 lišek, a nakoupil ještě 794 sobolů a 135 lišek za 11 rublů (v Jenisejsku tyto nakoupené kožešiny ocenili na 1247 rublů).

### Zpět v Jenisejsku
Roku 1640 byl poslán s nákladem kožešin do Moskvy. V Moskvě v Sibiřském prikazu zažádal o místo „kozácké hlavy“ (голова казачий) v Jenisejsku (tedy zástupce vojevody). Za jeho zásluhy mu bylo vyhověno, přičemž mu byl zdvojnásoben plat a přidány pozemky k těm, které vlastnil koncem 30. let (18 ha polí a 15 ha neobdělávaných luk, pole zřejmě pronajímal). V Jenisejsku žila ijeho rodina.
Ve 40. letech žil v Jenisejsku s rodinou, manželkou, dětmi a služebnictvem a působil jako zástupce jenisejského vojevody. Roku 1647 dostal z Moskvy neobvyklý příkaz: na tři dny posadit do vězení svého vojevodu Fjodora Uvarova, za neuctivý tón hlášení, která posílal nadřízeným v Tobolsku.
Roku 1648 byl neznámo proč odvolán z úřadu „kozácké hlavy“ a se snížením platu na polovinu. V letech 1649–1650 sloužil v Bratském ostrohu. Nicméně nový vojevoda F. Polibin ho roku 1650 poslal s hlášeními a kožešinami do Moskvy, kde si Beketov vyprosil aspoň opětovné navýšení platu. Roku 1651 se vrátil do Jenisejska. 

### V Zabajkalsku
V červnu 1652 vyrazil na svou poslední výpravu, když nový jenisejský vojevoda Afanasij Paškov Beketova poslal do Zabajkalska. Dal mu stovku kozáků, s dobrovolníky-lovci měl 130–140 lidí. Do Bratska se dostali až po dvou měsících, napřed poslal 12 kozáků jako průzkumníky, hlavní oddíl na cestě k Bajkalu napadli nezávislí Burjati, Rusové ustoupili, ale v následně podnikli úspěšný odvetný útok (získaných několik zajatců předali do Verchnolenského ostrohu). Poté se přeplavili přes Bajkal a přezimovali na jeho jižním břehu. V dubnu 1653 Beketov vyslal trojici kozáků, znajících místní jazyky, do kraje oznámit všem příchod Rusů. Poslové se dostali až k Mongolům (ke knížeti Kuntucinovi, v jehož táboře byl přítomen láma Tarchan, který už v letech 1619–1620 navštívil s diplomatickou misí Moskvu), Mongolové kozáky dobře přijali, ale odmítli předání „svých“ Burjatů a Evenků do ruské podřízenosti.
V červnu 1653 Beketov vyrazil ze zimoviště na východ, v červenci se setkal s průzkumníky vyslanými z Bratska, kteří přišli s 240 soboly a mapou krajiny. Beketov vyslal 35 kozáků s kožešinami zpět do Jenisejska a pokračoval na východ, řeka Chilok byla mělká, kozáci proto přestavěli své lodě na plavidla s plochým dnem a koncem září dorazili na řeku Ingodu, během měsíce postavili Irgenský ostroh, kde Beketov přezimoval s většinou oddílu, deset kozáků přezimovalo východněji v malé pevnůstce nedaleko soutoku Něrči a Šilky, předchůdci Něrčinska a dvacítka poněkud východněji od Irgenska hlídala skladiště zásob. V květnu 1654 Beketov vypravil do Jenisejska 31 kozáků s kožešinami vybranými od Evenků během zimy a přesunul se k Něrčinsku, kde začal stavbu ostrohu a zasel obilí. Na Rusy však zaútočili Evenkové, kteří jim odehnali koně, zničili pole a bránili v rybolovu, takže hladovějícím kozákům nezbylo než se na vorech splavit po Šilce na Amur. Zde se koncem června 1654 v počtu 63 mužů připojili k pětisetčlennému ruskému vojsku vedeného desátníkem Onufrijem Stěpanovem. Beketov se Stěpanovovi bez výhrad podřídil, přestože měl mnohem vyšší postavení (byl z dětí bojarských, což ho stavělo výrazně výše než Stěpanova, syna kováře). V létě 1654 se Beketov, jako jeden z důstojníků ve vojsku Stěpanova, účastnil vybudování Kumarského ostrohu na Amuru a na jaře 1655 jeho obležení armádou říše Čching, které Rusové úspěšně přestáli.
K hlášení Stěpanova o obležení, odeslaném moskevským nadřízeným v dubnu 1655, přiložil Beketov zprávu o své činnosti od jara 1654 a zejména důvodech, proč odešel z Něrčinska na Amur. Toto hlášení je poslední věrohodný doklad týkající se Beketova, další jeho osud je předmětem dohadů.

### Smrt a památka
Je možné, že zemřel na Amuru, snad při rozprášení Stěpanovova vojska v bitvě v Korčejevské zátoce roku 1658. Jisté je, že vyprávění protopopa Avvakuma o smrti Beketova v březnu 1655 v Tobolsku nemůže být pravdivé, což někteří historikové řeší přeložením události na rok 1656, kdy však Avvakum již nebyl v Tobolsku. Podle jiné verze Beketov zemřel v Tobolsku roku 1661 (kdy se Avvakum vracel z vyhnanství).
Beketovova pověst byla dobrá, v kontrastu k některým dalším průkopníkům (Jerofej Chabarov a jiní) není nic známo o stížnostech na něho od podřízených. Historikové už od 18. století oceňují jeho talenty vojáka i diplomata, který sloužil státu statečně a obětavě. V Zabajkalsku se v tamním folklóru zachovala vzpomínka na Beketova jako na schopného průkopníka, „člověka s dobrou duší“, vynikajícího lovce; do 20. století se dochovalo podání, podle něhož „v rodinách zabajkalských lovců dávali nejstaršímu synovi jméno Petr, aby byl stejně úspěšný jako Beketov“.